# 美郷まんま
美郷まんま（みさとまんま）は、秋田県美郷町のご当地グルメの一つ。地元産黒毛和牛肉を使用した混ぜご飯である。
美郷町商工会青年部が、食を通した地域おこしを目的として開発し2008年に商品化された。原型になったのは、「2006秋田県商工会おもてなしまつり」の「ご当地イケめしストリート部門」に出品した「美郷づくし」という定食の「味付けまんま」で、同部門でベストパフォーマンス賞を受賞している。商品化にあたっては、商工会女性部が企画した「美郷たぬ中」（たぬきうどんのつゆに中華麺を入れたもの）とともに、美郷町の地販地消推進事業として支援を受けている。
作り方は混ぜご飯で、醤油味で煮込んだ具をご飯に混ぜ込む。具は地元産の黒毛和牛肉のほか、シイタケ、ニンジン、タマネギ、ゴボウなどの地元産野菜が入っている。醤油も地元産のものを使用している。2008年12月に3店舗で販売が始まり、2010年4月現在では町内6店舗で提供されている。発売後3か月間では総計2000食が売れた。
2010年には、テレビ番組『SUPER SURPRISE』の「ご当地最新B級グルメベスト50」で第8位に選ばれた。